# 聖女 (テレビドラマ)
『聖女』（せいじょ）は、2014年8月19日から10月7日まで、NHKの「ドラマ10」枠で毎週火曜日22:00 - 22:48に放送された日本のテレビドラマ。主演は広末涼子で、全7話。
大森美香書き下ろしのオリジナル脚本による「ラブサスペンス」。広末はNHKのテレビドラマ初主演であり、テレビドラマで初めて悪女役を演じる。

## あらすじ
家庭教師のアルバイトをしていた女子大学院生の緒沢まりあと、その教え子だった高校生の中村晴樹。まりあは「君が大学に合格して大人になったら、私を恋人にしてね」と晴樹に告げ、突然姿を消す。10年後まりあは詐欺事件、連続殺人及び殺人未遂事件の被告人・肘井基子として、晴樹は被疑者・基子の弁護人として再会する。
基子を弁護する事になったことで、幼少時から極貧だった基子とその母の暮らしぶりを知るため、基子の故郷北九州市に出向いた晴樹たちは、周囲の人間からの肘井母子への敵意の強さを目の当たりにした。しかし、目にとまった教会を一人訪れた晴樹は、基子が母を亡くしてからも熱心に教会に通い、聖女にあこがれていく様子を神父から聞かされ、あの秋、自分から離れていった基子が、自らの生き方に後悔して涙していたことを知る。
始まった裁判の一審は前原や黒坂、晴樹や小池など、事務所全体で入念な証拠調べを行った結果、重要な証言者たちから検察の主張を覆す証言を引き出す事に次々成功していく。特に物証があまりにも基子に不利だった千倉泰蔵殺人未遂容疑は、公判直前に意識を取り戻した泰蔵自身の、愛する基子を「聖女だ」とかばう証言により、ついに検察の敗北に追い込む事に成功する。
晴樹と基子の二人きりで接見を重ねる中、婚約者の泉美よりも基子のほうに傾き始めた晴樹の気持ちは、公判を通してどんどん高まり、無罪判決後にタクシー車内で二人きりになったところで二人手を握りあうまでに発展した。しかし、基子を聖女だと思って「無罪になればまりあさんと昔通りの関係に戻れる」と期待していた千倉泰蔵は、どうにも自分のところに戻ってこない基子のふとした記憶を晴樹と泉美に語る。この話から芽生えた基子無罪への疑念で基子を信じ切れなくなった晴樹は再び泉美との関係を取り戻す。
一方、晴樹に婚約者がいると知らずに無罪判決獲得まで晴樹への一途な恋心を燃え上がらせた基子は、自由の身になったにも関わらず突然晴樹が自分に冷たくなったことが理解出来ず、婚約者泉美の存在を知っても、むしろ泉美に勝る自分の気持ちを高める一方で、どんどん行動が狂気を帯びてくる。
幼い頃からの野心で兄克樹が東大に進み阿川の元でエリートコースで生きる寸前で基子によって挫折したのと対照的に、基子のおかげで弟晴樹がエリートコースに乗ったことで克樹は廃人状態になっていた。克樹から向けられた晴樹や泉美、基子たちへのねじれた憎悪と、夫を失ったことで千倉夫人文江から向けられる基子への憎悪も複雑に絡み、ついに晴樹や基子たちを悲劇的結末へと向かわせていく。
基子が冬の海に消えて、千倉文江自身が泰蔵を嘱託殺人したこともあって控訴審でも基子の無罪が確定し、世間の関心が次のスキャンダル事件に移って、基子の事など誰一人思い出すことなどなくなっていった。しかしそれから一年、入籍した晴樹と泉美は、それぞれが最後に耳にした基子からの愛情と悲しさを込めた言葉を今もふと思い出してしまうのだった。そして晴樹は基子が消えた海を一人訪れ、あの日泉美の着ていた上着と同じ紫色の紙に包まれた真っ白なカーネーションの花束を打ち寄せる波に手向ける。

## 出演

### 主人公
肘井 基子（緒沢 まりあ / 内藤 あかね）
演 - 広末涼子（幼少時代：山口まゆ）
自称アートコーディネーター。1980年12月2日生まれ。逮捕の9年前、山の手女子大学の院生・内藤あかねの代役で晴樹の家庭教師をしていた。晴樹には「本名は緒沢まりあ」だと告げていた。複数の男性を騙した詐欺の疑いで逮捕され、2件の連続殺人と1件の殺人未遂の嫌疑が掛けられている。本人は金銭目当てに複数の男性と交際していたことは認めるものの、容疑は全て否認している。北九州の極貧家庭に生まれ、母親が売春婦として生計を立てていた。母親の死後、クリーニング店を営む親戚夫婦に引き取られるが、伯母は基子に好感を持っていなかった。昔から交際相手や同級生らに対して経歴を詐称・粉飾することが多く、そのため地元ではあまり評判がよくなく、本人も「悪い思い出しかない」と語る。名門女子大の学生と称して家庭教師をしていたが、実際は大学に籍はなく、学生の振りをして聴講するなどしていた。貧しいという理由で人生を諦めたくなく、バイトの傍ら学業に励んできたが、男を利用することを覚えてからは、男をたぶらかして収入を得ることに味を占めた。弁護士となった晴樹と再会し、本当に愛した相手は晴樹だけであることや以前の約束を信じ、婚約者がいると知りながらも関係を迫るが、千倉への殺意が露見したことで振られた。市役所の近くで晴樹に会った際、後ろから千倉の妻に刺され、命はとりとめたものの後頭部を地面にたたきつけられたため視神経を損傷して失明し、退院後自宅付近の海で入水自殺を図った。一連の事件の裁判では一審は無罪、控訴審は被告人不在で行われ、控訴は棄却され、基子の無罪が事実上確定した。常に白い服装をしている。

### 前原総合法律事務所
中村 晴樹
演 - 永山絢斗
前原総合法律事務所弁護士。1986年7月26日生まれ  。高校時代に勉強嫌いだった自身に勉強をするきっかけを作ってくれた、家庭教師のまりあに惹かれていた。彼女と1度体を重ね、東京大学に合格し誰からも後ろ指をさされない立派な大人になってから恋人にして欲しいと言われていた。そのまりあに突然姿を消され喪失感を抱くも、大学で勉強の楽しさを見いだし、弁護士になるという目標も出来た。東京大学在学中に司法試験に合格する。明るくて優しい性格の婚約者がおり、彼女との結婚の準備を進めている中で、まりあの弁護を担当することになる。次第に初恋の相手であったまりあの弁護にのめり込み過ぎてしまい、挙式や入籍の話も上の空になり、泉美との関係が悪くなる。千倉の話からまりあは無実ではないと察し、再会したまりあはかつて自分が愛した女性ではなく犯罪者になってしまい、彼女との恋愛は考えられないと言い放つ。基子が結婚式の衣装合わせや婚姻届を提出する道中に現れたり、兄の克樹により基子との過去の関係について暴露されるが、無事に泉美との結婚を果たす。
前原 光郎
演 - 岸部一徳
所長。離婚歴あり。ベテラン弁護士で頼りがいがあり、若手で不器用な晴樹も上手くサポートする。控訴審前に弁護人の連絡を無視したり、赤ちゃん用の靴下を編んだりと、不可解な言動を繰り返し、また同僚弁護士である晴樹と過去に恋愛関係にあった基子のことも当たり障りのないように上手く関わる。
黒坂 京子
演 - 田畑智子
春樹の先輩弁護士。事務所の稼ぎ頭で、強気な性格。無職の彼氏がいる。収入で男性を判断し、金銭目当ての交際をする基子の生き方が理解出来ないでいる。仕事のため基子にも親身に接するが、「あんな女に人なんて愛せない」など内心で思っていることを吐露する。また控訴審を控えた中、安易に外を出歩いたり、急に連絡が取れなくなる基子に手を焼いていた。晴樹については新人扱いだったが、仕事に奮闘する中で次第に彼の成長を認めていく。時折、基子との会話で、「晴樹も結婚を控えているから」等、皮肉めいた発言をすることもあったが、基子自身が文江に刺され文江による泰蔵の嘱託殺人が判明すると、基子を利用したり批判する男達の仕打ちに怒りを見せた。
小池 賢治
演 - 田中要次
ベテラン弁護士。弁護士仲間の草野球チームで所長とバッテリーを組む仲。長年のパートナーでもある。陽気な性格で、新人で複雑な事情を抱える晴樹を上手くサポートする。
田中 みはる
演 - 清水富美加
事務アルバイト。弁護士志望の大学生。女の勘が働き、しばしば同僚へ助言する。さっぱりとした性格。オシャレ好き。

### 被害者・家族
阿川 博之
演 - 浜野謙太
飲食店プランナー会社経営者。1人目の被害者。自宅内でガスの漏出後、大量の睡眠薬を服用して死亡。基子は眠れないとぼやいていた阿川に自身が病院で処方された睡眠薬を渡したことは認めるものの、殺意は否定している。他殺・自殺の両方の可能性があるとされている。部下の証人尋問によると、会社経営が上手くいってなかったがその中でも経済的困窮を訴えてきた基子を救おうと奮闘していたことから、自殺を考えるような人間ではないと証言されている。
坂東 幸雄
演 - 森岡豊
テレビ局プロデューサー。2人目の被害者。山中の崖から転落して死亡。基子と2人で登山し崖っ縁で口論に発展し、もみ合いをしている最中に崖から落ちそうになり、基子にしがみつく。基子が坂東を振り払い転落する姿が複数目撃されていた。基子が意図的に振り払ったのか、自分の安全を考慮してとっさにとった行動であるかが争点となっている。プレイボーイで、携帯のメールボックスにはSF（セックスフレンド）という名前のファイルがあり、基子を含め多数の女性の名前とアドレスが保存されていた。基子とはパーティーで知り合い、最後に指名したが基子はせず、パーティー後に何故指名しなかったのか問いつめる内容のメールを送信していた。妹が傍聴に来ていた。
千倉 泰蔵
演 - 大谷亮介
企業役員。3人目の被害者。就寝中に起きたアパート火災から逃げるときに窓から転落、頭部を強打して意識不明の重体に陥り、泉美の勤務する東都第一総合病院へ入院する。妻と離婚して財産は全て妻に譲り、ぼろアパートに2人で新しい生活を始める約束をしていた。一文無しでありながら自分と暮らそうと懇願したが故に基子に煩わしがられ、殺意を抱かれた。入院後も基子の名前を繰り返し呼び、彼女と連絡をとろうとしていた。当初は晴樹たちに基子に罪がないことを訴え、病を患う中で法廷に立ち無実を立証する証言をする。しかし抜けていた記憶が蘇り基子に殺意があったのではないかと疑念を抱くようになり、その旨を晴樹に伝えた。事件発生時に千倉のアパートから出てくる基子の姿がタクシーのドライブレコーダーに記録されており、また千倉の室内にあった灯油は基子が購入した物だと判明している。その後病院の屋上から不審な転落死を遂げる。唯一生存している事件の被害者であるため、彼の証言が基子が有罪かどうかの判断を左右している。
千倉 文江
演 - 中田喜子
泰蔵の妻。以前から夫の愛人の存在を知っており、泰蔵を殺害するよう仕向けたのは基子だと信じ、憎悪の念を抱く。逮捕後も基子のことを気にかけ、彼女との関係修復を望む夫を憔悴しながらも献身的に支える。夫婦とは何なのか疑問に感じている。夫の転落死も、基子による犯行だと信じて疑わず、マスコミに「基子は悪魔」と断言する。最終回で、検察に自分の証言が立証出来れば必ず基子を有罪に出来るが、死刑には出来ないと聞く。そのことに不満を感じ、最終回で基子を刺し、頭を叩き付けた。警察の話によると、千倉を病院の屋上から転落死させた犯人だとされているが、真偽は不明。
清水 瑞穂
演 - 大草理乙子
坂東の姉。

### 裁判関係者・証人
千葉 恒夫
演 - 池田成志
東京地方検察庁検事。基子を有罪にしようと息巻く。
裁判長
演 - 長棟嘉道
内藤 あかね
演 - 上野なつひ
基子の知人。山の手女子大学の院生だった9年前、基子が大学に籍がないことは知らずに家庭教師の代役を依頼する。公判開始時点では同大の助手。証人として裁判に臨んだ。
片瀬 美里
演 - 藤村聖子
女子大生。写真を撮りに行った先で坂東の転落現場を目撃する。
山崎 雅史
演 - 鬼頭真也
創業当時から阿川の経営する会社で働き、阿川と基子の関係性について証言する。阿川のことを尊敬しており、また基子が阿川を騙し、殺害したと確信している。

### 中村家
中村 百合子
演 - 筒井真理子
春樹の母。引きこもりの長男を案じつつ、春樹と泉美との結婚を楽しみにしている。 礼儀正しく明るい性格の泉美を気に入っている。
中村 克樹
演 - 青柳翔
春樹の兄。東京大学に進学するも、就職に失敗し引きこもる。幼い頃から弟春樹よりも優秀で親の期待は全て自分に向いていたが、自身が東大卒業後就職に失敗したのに対し、春樹が東大在学中に司法試験に合格してからその立場が逆転する。そのことがコンプレックスとなり、何かと基子の事件を通して春樹の婚約者泉美を惑わせたり、週刊誌などに春樹と基子の過去の関係について情報を流す。

### 北九州市の人々
肘井 雅恵
演 - 安藤玉恵
基子の母。夫は基子が5歳の時に他界。お好み焼き屋に偽装した売春店の2階で客をとり、娼婦として住み込みで働いていた。基子が14歳時に他界。基子には「聖女になりなさい」と諭し続けた。
中根 美佐子
演 - 内田春菊
基子の伯母。クリーニング店店主。母・雅恵を亡くした基子を引き取る事に反対し、夫と不仲になる。
中根 正
演 - 吉永秀平
基子の伯父。故人。基子を引き取ることに積極的で彼女にクリーニング店の手伝いをさせるなど目を掛けていた。ある日店の裏で基子に土下座をし、彼女に妻への口止め料を要求され、金を渡す姿が目撃されていた。
白井 久雄
演 - 笠原秀幸（幼少時代：酒井天満）
基子の幼馴染。中根クリーニング店隣の酒屋の息子。基子にほのかな憧れを抱いていた。
神父
演 - 牧村泉三郎
教会に通うようになった少女時代の基子の「聖女のようになりたい」という想いを知っていた。晴樹の前から姿を消した頃の基子に洗礼を授ける。
佐藤 真紀
演 - 肘井美佳
基子の高校時代の同級生。高校時代から基子に悪印象を持っていたが、事件後更に彼女の悪口に拍車が掛かる。
清水 希美
演 - TAMARU
基子の高校時代の同級生。元々は都会への憧れがあったが、今は地元に残って良かったと思っている。

### その他
本宮 泉美
演 - 蓮佛美沙子
晴樹の婚約者。東都第一総合病院看護師。1988年12月23日生まれ。明るくはきはきした、元気のいい性格。多忙でストレスも多い仕事をする晴樹を気にかけ、晴樹の母親や同僚弁護士とも仲がいい。晴樹が初恋相手の弁護を務めるようになり、その事にのめり込むようになってから関係が上手くいかなくなる。まりあが起こした事件の被害者・千倉は自身が勤務する病院に入院している。週刊誌に晴樹と基子の過去の関係が載せられた時は父親に結婚を反対されたが、婚姻届だけでも先に出したいと晴樹との結婚について前向きに考えていた。基子に関連した数々の苦難を乗り越え晴樹と結婚をするが、ふとした瞬間にまりあを思い出して複雑な気持ちになることがある。
金子 美咲
演 - 篠原真衣
泉美の同僚看護師。さばさばした性格で千倉の妻には同情的。
タクシー運転手・内山
演 - 田中登志哉
個人タクシー運転手。基子が阿川のマンションから出てくる様子がドライブレコーダーに記録されており、その映像記録を検察へ提供する。
長谷川 英雄
演 - 木村靖司
不動産経営者。前原の知人で人権問題に造詣が深い。基子の無罪を祝う会に出席する。
佐藤記者
演 - 遠山俊也
基子の事件に強く関心を持ち、ゴシップネタ探しをしている記者。
スーパー店長
演 - 竹井亮介
基子が上京後にアルバイトとして働いていたスーパーの店長。基子に好意を持ち、金銭と引き換えに関係を求め、後に基子が恋人たちから金銭を受け取るようになるきっかけを作る。

## スタッフ
- 作 - 大森美香
- 音楽 - 吉俣良
- 演出 - 日比野朗、水村秀雄（The icon）
- 主題歌 - JUJU「ラストシーン」（Sony Music Labels / Sony Music Associated Records）[4]
- 音響効果 - 石井和之
- 法律考証 - 岡野武志（アトム法律事務所）
- 法律指導 - 松井正広
- 警察指導 - 尾崎祐司
- 医療指導 - 堀エリカ
- アクション指導 - 釼持誠
- 制作統括 - 後藤高久（NHKコンテンツ開発センター）、志村彰（The icon）
- プロデューサー - 高石明彦
- 制作著作 - NHK、The icon

## 放送日程
| 各話                                                      | 放送日  | サブタイトル   | 演出     |
| --------------------------------------------------------- | ------- | -------------- | -------- |
| 第1話                                                     | 8月19日 | 運命の再会     | 日比野朗 |
| 第2話                                                     | 8月26日 | 愛を乞う女     | 日比野朗 |
| 第3話                                                     | 9月2日  | プライド       | 水村秀雄 |
| 第4話                                                     | 9月16日 | 裁かれる女     | 日比野朗 |
| 第5話                                                     | 9月23日 | 最後のキス     | 水村秀雄 |
| 第6話                                                     | 9月30日 | 愛が壊れるとき | 水村秀雄 |
| 最終話                                                    | 10月7日 | この愛の果て   | 日比野朗 |
| 平均視聴率 7.1%（視聴率は関東地区、ビデオリサーチ社調べ） |         |                |          |

- 第4話は9月9日に放送される予定だったが、日本時間の同日に行われた全米オープンテニスの決勝戦に錦織圭選手が進出し、その関連ニュースのため『ニュースウオッチ9』が22:15まで拡大放送されたことと、22:15 - 23:15に同試合のハイライト番組を放送したのに伴い急遽休止となり、9月16日へ延期。第5話以降も順延となった。

## ロケ地
- 基子が緒沢まりあの偽名で働いていた自然の森美術館は、横須賀美術館が使われている。
- 山の手女子大学のキャンパスは、東京都立大学が使われている。
- 基子が通っていた教会は、群馬県前橋市の前橋カトリック教会が使われている。
- 泉美が働いていた東都第一総合病院は、千葉西総合病院が使われている。
- 坂東が落下して死亡したハルミネ山は、 神奈川県横須賀市の鷹取山公園が使われている。
- 基子が阿川とデートしていたガーデンプールは、ホテルイースト21東京が使われている。
- 基子が泊まっていたNEW TOKYO HOTELは、ホテルオークラ東京ベイが使われている。
- 基子が晴樹と会ったホテルのバーは、銀座の水響亭が使われている。
- 基子が新しく購入した家は、千葉県のプチホテルステラが使われている。